# Cepphis reducta
Cepphis reducta är en fjärilsart som beskrevs av Barend J. Lempke 1951. Cepphis reducta ingår i släktet Cepphis och familjen mätare. Inga underarter finns listade i Catalogue of Life.